# Роосіку
Роосіку (ест. Roosiku) — село в Естонії, входить до складу волості Антсла, повіту Вирумаа.